# Италианска кампания (Втора световна война)
Италианската кампания през Втората световна война включва съюзническите действия в и около Кралство Италия от 1943 г. до края на войната в Европа. Съвместната щаб-квартира на Съюзниците е отговорна за съюзническите сухопътни сили в Средиземноморския театър на военните действия и планира и командва нахлуването в Сицилия през юли 1943 г., което бива последвано от нахлуване в континентална Италия през септември и кампания на италианска земя до предаването на силите на Вермахта в Италия през май 1945 г.
Изчислено е, че между септември 1943 г. и април 1945 г. около 60 – 70 хиляди съюзнически и 38 805 – 150 660 немски войници загиват в Италия. Общите съюзнически загуби по време на кампанията достигат над 320 000 души, докато съответната немска фигура е над 330 000 души (без да се включват предалите се накрая). Фашистка Италия преди падането си претърпява около 200 000 жертви, основно военнопленници от нахлуването в Сицилия, включително над 40 000 убити или изчезнали. Покрай тях загиват и над 150 000 цивилни италианци, както и 35 828 антифашистки партизани.
Кампанията завършва с безусловното предаване на група армии „С“ на Съюзниците на 2 май 1945 г., седмица преди официалната капитулация на Германия. Сан Марино и Ватикана също претърпяват щети в хода на кампанията.

## Прелюдия
Още преди победата в Северноафриканската кампания през май 1943 г. съществуват разногласия между Съюзниците относно най-добрата стратегия за побеждаване на силите на Оста. Британците, Уинстън Чърчил, се застъпват за своят традиционна военноморска стратегия. Дори с голяма армия и още по-големи военноморски сили, традиционният британски отговор срещу континентален враг е война в коалиция и предприемането на малки периферни операции, имащи за цел постепенното отслабване на врага. САЩ, които разполагат с още по-голяма армия, предпочитат прекия подход, включващ боеве срещу основната сила на немската армия в Северозападна Европа. Възможността за започването на такава кампания зависи от предварителното завоюване на Атлантическия океан.
Стратегическите спорове са големи, като американските военачалници искат нахлуване във Франция възможно най-скоро, докато британските военачалници се застъпват за политика, която се върти около действия в Средиземноморието. Американският щаб вярва, че е нужно едромащабно настъпление във Франция възможно най-рано, за да се сложи край на войната в Европа, и че не трябва да се предприемат други действия, които биха могли да забавят това усилие. Британците твърдят, че наличието на големи войски, тренирани за морски десанти в Средиземноморието, могат да направят възможна и полезна инвазия с ограничен мащаб.
В края на краищата американските и британски политически лидери постигат компромис, според който и двете страни ще заделят по-голямата част от войските си за нахлуването във Франция в началото на 1944 г., но същевременно ще се впуснат в относително малка кампания в Италия. Допринасящ фактор е желанието на Франклин Рузвелт да държи активни американски войски в Европейския театър през 1943 г. и интересът му в идеята за елиминиране на Италия от войната. Очакванията се Италия да бъде отстранена от конфликта или поне да се увеличи натиска върху нея, така че да бъде отслабена. Отстраняването на Италия би позволило на съюзническите военноморски сили, в частност британските, да доминират в Средиземно море, подсигурявайки комуникационните линии с Египет, Близкия и Далечния Изток и Индия. Италианските дивизии в окупираните зони и италианската брегова охрана в Балканите и Франция биха били изтеглени в защита на Италия, докато немците ще трябва да прехвърлят войски от Източния фронт за защита на Италия и целия южен бряг на Франция, като така се подпомагат действията на СССР.

## Кампания

### Нахлуване в Сицилия
Комбинираното съюзническо нахлуване в Сицилия започва на 10 юли 1943 г. чрез морски и въздушни десанти в залива на Джела. Сухопътните сили включват американската 7-а армия под командването на генерал-лейтенант Джордж Патън и британската 8-а армия по командването на генерал Бърнард Монтгомъри. Първоначалният план предвижда силно настъпление от британците на север по източния бряг до Месина, докато американците ги поддържат по левия фланг. Когато 8-а армия е спряна от ожесточена съпротива сред острите хълмове южно от Етна, Патън усилва американската роля чрез широко настъпление на северозапад към Палермо, а след това право на север, за да се отреже северния крайбрежен път. Това е последвано от източно напредване на север от Етна към Месина, поддържано от ред морски десанти на северния бряг, които избутват войските на Патън в Месина, малко преди да пристигнат първите части от 8-а армия. Отбраняващите немски и италиански сили се оказват неспособни да предотвратят съюзническото превземане на острова, но успяват да евакуират повечето си войници към континенталната част, последните от които заминават на 17 август 1943 г. Съюзническите сили придобиват опит в морските десанти, съвместните сражения и големите парашутни акции.

### Настъпване към Континентална Италия
Войските на британската 8-а армия, все още под командването на Монтгомъри, десантират в края на „ботуша“ на Италия на 3 септември 1943 г. в хода на операция „Бейтаун“, денят в който италианското правителство се съгласява на примирие със Съюзниците. Примирието е обявено публично на 8 септември, първо от генерал Айзенхауер, а след това от маршал Пиетро Бадолио. Въпреки че немските сили се приготвят да защитават без италианска помощ, само две от техните дивизии срещу 8-а армия и една при Салерно не са накарани да обезоръжат Кралската италианска армия.
На 9 септември войски от американската 5-а армия под командването на генерал-лейтенант Марк Кларк, очаквайки слаба съпротива, правят десант срещу тежка немска съпротива при Салерно. През това време британски сили пристигат в Таранто, който се оказва слабо охраняван. Съществува надежда, че с капитулацията на италианското правителство немците ще се изтеглят на север, тъй като по това време Хитлер е убеден, че Южна Италия е стратегически незначима. Уви, това не се случва, макар за кратко 8-а армия да жъне лесен прогрес, завладявайки пристанището Бари и важните летища около Фоджа. Макар на немската 10-а армия да не са предоставени никакви подкрепления от север, тя почти успява да отблъсне десанта в Салерно. Основното съюзническо усилие на запад първоначално се фокусира върху Неапол – градът е избран, тъй като е най-северното пристанище, което би разполагало с подкрепа от въздуха чрез изтребители от Сицилия.
Докато Съюзниците напредват, те се изправят срещу все по-тежък терен в образа на Апенинските планини. В най-планинските части на Абруцо над половината от ширината на полуострова е съставена от хребети и върхове с височина над 900 m, които са относителни лесни за защита. Реките подлежат на внезапни и неочаквани наводнявания и постоянно осуетяват плановете на съюзническите командири.

### Съюзническо настъпление към Рим
В началото на октомври 1943 г. Хитлер е убеден от командира в Южна Италия, фелдмаршал Алберт Кеселринг, че защитата на Италия трябва да се проведе възможно най-далече от Германия. Това би оползотворило максимално естествената отбранителна география на Централна Италия, като през същото време ще се откаже на Съюзниците лесното превземане на поредица от летища, които са близо до Германия. Хитлер също смята, че овладяването на Южна Италия ще предостави на Съюзниците трамплин за настъпление към Балканите, разполагащи с важни ресурси като нефт, боксит и мед.
На Кеселринг е поверено командването в цяла Италия и той незабавно нарежда подготвянето на редица отбранителни линии из Италия, южно от Рим. Две линии, Волтурно и Барбара, се използват за забавяне на съюзническото настъпление, за да се спечели време за подготовка на най-укрепената защитна позиция, която образува Линията „Густав“ и две свързани отбранителни линии на запад от Апенините, линиите Бернхарт и Хитлер (последната бива преименувана на линия Зенгер на 23 май 1944 г.).
На 1 октомври благодарение на съвместните бойни действия на италианските и англо-американските войски е освободен Неапол, но не успяват да се придвижат на север при зимни условия. Въпреки това италианското върховно командване, съвместно със съветски и англо-американски военни съветници, подновява настъпателните операции срещу германците още през декември. На 8 декември 1943 г. италианските войски (Първа моторизирана бойна група в състав 5500 италиански войници и офицери от мотопехотните дивизии Леняно и Месина под командването на генерал Виченцо Дапино) атакуват укрепилите се на хълма Монте Лунго до Неапол германски дивизии. Тъй като са без артилерийска подготовка, част от италианците загиват в това първо сражение, но на 28 декември 1943 г. италианската армия, вече с мощна артилерийска подготовка, допълнени с два батальона берсалиери, отново атакуват хълма и, вследствие на силния огън на италианската артилерия и щурма на хълма от италианските мотопехотни войски и берсалиерите, германските войски разположени там са унищожени, а останалите около 1800 души падат в италиански плен.
Благодарение на победата при Монте Лунго, италианските ръководители се обръщат към съветския представител в СКК Вишински с молба да бъде увеличена числеността на италианските войски, воюващи на фронта. Англо-американските представители са против реално италианско участие, но Вишински успява да ги убеди, че е необходимо решение за увеличение на италианската армия на фронта. Така през януари 1944 г. италианските части на фронта са вече 22 хил. войници и офицери, групирани в Италиански освободителен корпус под командването на генерал Умберто Утили, съставен от три дивизии – участвалите в състава на Първа моторизирана бойна група Леняно и Месина, преименуванни на бригада Утили, и парашутната дивизия Нембо с два полка в нея, името на които е Фолгоре. Променя се и оперативното подчинение на италианската армия, като от 5-а американска армия тя преминава в оперативно подчинение на 2-ри полски корпус.
Линията „Густав“ се оказва голямо препятствие за Съюзниците към края на 1943 г., спирайки настъплението на 5-а армия в западната част на Италия. Макар тя да е пробита от 8-а армия близо до Адриатическо море, а град Ортона да е превзет, снежни виелици и нулева видимост в края на декември принуждават настъплението да спре. Фокусът на Съюзниците тогава се премества към западния фронт, където атака срещу долината на Лири се счита с най-висок шанс за пробив към италианската столица. Десанти при Анцио зад линиите целят да изкарат от равновесие немските защитници на Линията „Густав“, но ранният тласък към вътрешността за отрязване на немската защита така и не се състои, поради нерешителността на генерал-майор Джон Лукас.
На 18 януари 1944 г. италианските войски, в лицето на Италианския освободителен корпус, започват боеве срещу германците |при Монте Касино. 67-и италиански моторизиран пехотен полк Леняно пробива германските позиции южно от Касино и италианците се придвижват в дълбочина, като по пътя ликвидират части на алпийската фашистка дивизия Мотрероса на фашистката италианска социална република Сало. В края на януари 1944 г. на фронта при Монте Касино пристигат нови англо-американски части.
Нужни са четири големи офанзиви между януари и май 1944 г., преди линията да бъде пробита чрез комбиниран удар на 5-а и 8-а армии, концентриран по 32-километров фронт между Монте Касино и западното крайбрежие. В едновременна акция, на генерал Марк Кларк е наредено да пробие през патово положение при Анцио и да се възползва от възможността да отреже и неутрализира голям част от немската 10-а армия, която отстъпва от Линията „Густав“ между тях и канадците. Обаче, тази възможност е пропусната на ръба на успеха, когато Кларк не се подчинява на заповедите си и изпраща войските си да влязат в Рим. Рим е обявен от немската армия за отворен град, така че в него не е срещната никаква съпротива.
Американските сили поемат контрол над Рим на 4 юни 1944 г. На немската 10-а армия е позволено да се измъкне и след няколко седмици именно тя се оказва отговорна за удвояването на съюзническите жертви през следващите месеци.

### Съюзническо настъпление към Северна Италия
След завземането на Рим и съюзническото нахлуване в Нормандия през юни, американският 6-и корпус и френският експедиционен корпус, които заедно наброяват седем дивизии, са изтеглени от Италия през лятото на 1944 г., за да участват в операция „Драгун“, кодовото име на съюзническото настъпление в южната част на Франция. Внезапното премахване на тези опитни формирования от Италианския фронт е само частично компенсирано с постепенното пристигане на три дивизии, бразилската 1-ва пехотна дивизия, американската 92-ра пехотна дивизия, и двете през втората половина на 1944 г., и американската 10-а планинска дивизия през януари 1945 г.
В периода от юни до август 1944 г. Съюзниците се придвижват отвъд Рим, превземайки Флоренция и приближавайки се до Готската линия. Тази последна голяма отбранителна линия се разпростира от брега на около 48 km северно от Пиза, по дължина на назъбените Апенини между Флоренция и Болоня към Адриатическия бряг южно от Римини. За да се скъсят съюзническите комуникационни линии за напредване в Северна Италия, полският 2-ри корпус настъпва към пристанищния град Анкона и след едномесечна битка успява да го завладее на 18 юли.
По време на операция „Маслина“, която започва на 25 август, защитата на Готската линия е пробита при фронтовете на 5-а и 8-а армия, но това не представлява решителен пробив. Чърчил се надява, че голямо настъпление към края на 1944 г. би отворило път за съюзническите армии да напреднат на североизток през Любляна към Виена и Унгария и да спрат Червената армия от навлизане в Източна Европа. Предложението на Чърчил среща неодобрение от американския щаб, който не разбира значението му за британските следвоенни интереси в региона и не го счита за съгласувано с общите военни приоритети на Съюзниците.
През декември Харолд Александър заменя Хенри Мейтланд Уилсън като главнокомандващ на съюзническите сили в Средиземноморския театър. През зимата и пролетта се наблюдават широка партизанска дейност в Северна Италия. Тъй като по това време съществуват две италиански правителства (по едно от всяка страна на войната), борбата придобива някои характеристики на гражданска война.
Лошите зимни метеорологични условия, които правят маневрите на бронираната техника и използването на самолети невъзможни, в съчетание с големите загуби по време на есенните сражения, нуждата от прехвърляне на британски войници към Гърция (както и нуждата от изтегляне на британската 5-а пехотна дивизия и 1-ви канадски корпус към Западния фронт) правят всякакво последващо съюзническо настъпление в началото на 1945 г. непрактично. Вместо това, Съюзниците приемат стратегия на „нападателна защита“, докато се подготвят за последна атака през по-добрите времеви и сухопътни условия на пролетта.
Към края на февруари и началото на март 1945 г. части на американския 4-ти корпус си проправя път през минните полета на Апенините, за да им се подравни фронта с този на 2-ри корпус от дясната им страна. Те притискат немските защитници от възвишението Монте Кастело и съседните Монте Белведере и Кастелнуово, лишавайки ги от артилерийските позиции, които командват подходите към Болоня още от проваления съюзнически опит за превземане на града през есента. Междувременно щети по другата транспортна инфраструктура принуждават силите на Оста да използват морски и речни пътища за провизии, което води до въздушни удари от Съюзниците по пристанището на Венеция на 21 март 1945 г.
Последното настъпление на Съюзниците започва с масирана въздушна и артилерийска бомбардировка на 9 април 1945 г. Съюзниците разполагат с 1,5 милиона души в Италия към април 1945 г. Силите на Оста към 7 април съставляват 599 404 души, от които 439 224 немци и 160 180 италианци. Към 18 април силите на 8-а армия на изток вече са преминали през клисурата Арджента и изпращат бронетехника напред в обграждаща маневра, целяща да се срещне с американския 4-ти корпус, който напредва от Апенините в Централна Италия, за да хване в капан останалите защитници на Болоня. На 21 април в Болоня навлиза полската 3-та карпатска дивизия с италиански части (от 8-а армия) и 34-та пехотни дивизия (от 5-а армия). Американската 10-а планинска дивизия, която подминава Болоня, достига река По към 22 април.
Към 25 април италианските партизани обявяват всенародно въстание, а на същия ден, след като се прекосили река По, силите на 8-а армия се насочват на север-североизток към Венеция и Триест. На фронта на 5-а армия се придвижват дивизии на север към Австрия и на северозапад към Милано. От левия фланг на 5-а армия, 92-ра пехотна дивизия се придвижва по брега до Генуа. Бързо настъпление към Торино от бразилската дивизия от десния фланг изненадва германо-италианските войски и ги побеждава.
Когато месец април на 1945 г. свършва, немската група армии „С“, отстъпваща по всички фронтове и без по-голямата част от силите си, вече няма друг избор, освен да се предаде. Генерал Хайнрих фон Фитингоф, който поема командването над група армии „С“, след като Алберт Кеселринг е прехвърлен на Западния фронт през март 1945 г., подписва капитулацията на немските армии в Италия на 29 април, като военните действия официално приключват на 2 май 1945 г.
| 1 юли 1943 г.      | 1 ноември 1943 г.   |
| 1 юли 1944 г.      | 1 септември 1944 г. |
| 1 декември 1944 г. | 1 май 1945 г.       |